# La Nouaille
 La Nouaille  es una comuna   (municipio) de Francia, en la región de Lemosín, departamento de Creuse, en el distrito de Aubusson, en el cantón de Gentioux-Pigerolles.
Su población en el censo de 1999 era de 248 habitantes. 
Está integrada en la Communauté de communes du Plateau de Gentioux .

## Demografía
| 324 | 401 | 379 | 329 | 264 | 248 |
| Para los censos de 1962 a 1999 la población legal corresponde a la población sin duplicidades (Fuente: INSEE [Consultar]) |     |     |     |     |     |